# Armi termiche antiche

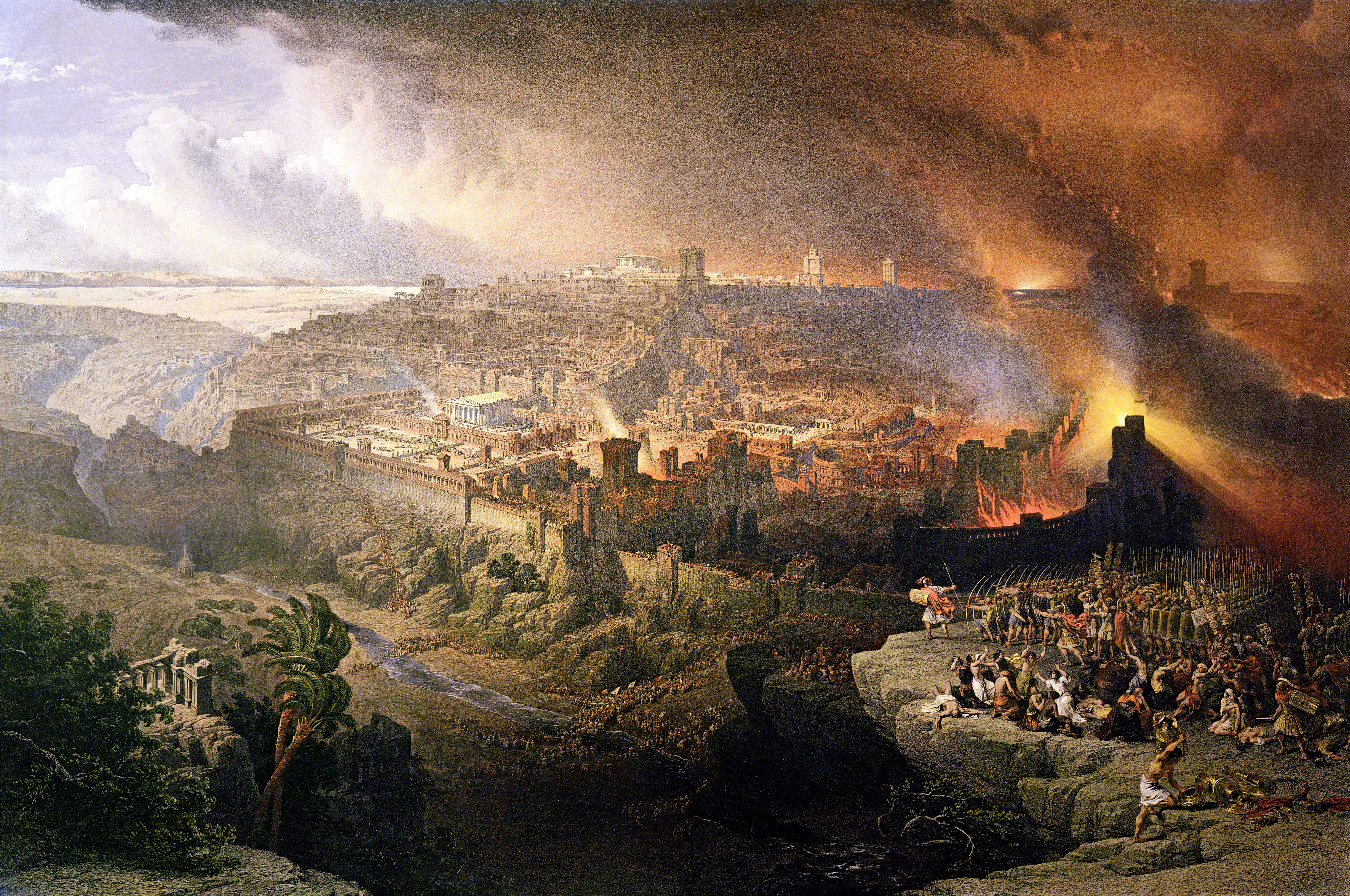
Assedio e distruzione di Gerusalemme, di David Roberts (1850), raffigurante la città in fiamme

Le armi termiche antiche sono tutti quegli strumenti o sostanze utilizzate in guerra durante l'antichità e il medioevo (circa VIII secolo a.C.-XVI secolo d.C.) che usavano il calore o il fuoco per distruggere o danneggiare il personale nemico, le sue fortificazioni e i suoi territori.
Le armi incendiarie erano spesso usate in guerra sotto forma di proiettili, in particolare nel corso di assedi e battaglie navali; alcune sostanze venivano bollite o scaldate per infliggere danni. Altre sostanze utilizzavano le loro proprietà chimiche per danneggiare o bruciare. Queste armi potevano essere usate direttamente dal personale, manipolate da armi d'assedio o usate come armi strategiche.
I più semplici e famosi proiettili termici erano composti da acqua bollente e sabbia calda, che potevano essere lanciati contro gli assalitori. Tra le altre armi anti-uomo vi erano pece, olio, resina, grasso animale ed altri composti simili scaldati. Il fumo veniva usato per confondere o deviare gli assalitori. Sostanze quali ossido di calcio e zolfo potevano essere tossiche e accecanti.
Le armi incendiarie venivano usate contro strutture e territori nemici, così come contro le persone, a volte su larga scala. Grandi tratti di terra, villaggi e città venivano spesso distrutte come strategia di terra bruciata. Le misture incendiarie, come il fuoco greco basato sull'olio, potevano essere usate con armi da lancio o con un sifone. Materiali intrisi d'olio o zolfo venivano accesi e lanciati al nemico, o attaccati a lance, frecce e quadrelli e lanciati a mano o grazie a macchinari. Alcune tecniche d'assedio si basavano sull'uso di materiale incendiario per far collassare mura e strutture.
Verso la fine di questo periodo fu inventata la polvere da sparo, il che aumentò la complessità di queste armi, portando infine allo sviluppo del cannone e di altre armi da fuoco. Lo sviluppo delle armi termiche è proseguito fino alla creazione di armi moderne, quali il napalm, il lanciafiamme ed altri esplosivi. L'idea di lanciare oggetti incendiari o distruttivi può essere visto anche nel moderno bombardamento a tappeto.

## Storia
La distruzione dei possedimenti nemici era una strategia bellica fondamentale, puntando al duplice obbiettivo di punizione ed impoverimento delle risorse. Fino al V secolo a.C. i Greci avevano poca esperienza di strategia bellica, e si basavano sulla devastazione per sconfiggere il nemico; ne distruggevano i raccolti, gli alberi e le case. Secoli dopo, i bizantini raccomandavano questa strategia, anche se avevano già sviluppato le tecniche d'assedio.
Il fuoco era il metodo più semplice per distruggere e terrorizzare i territori nemici, e poteva essere utilizzato facilmente anche da piccole forze. Era una strategia ben utilizzata dagli Scozzesi nel corso delle Guerre di indipendenza scozzesi; essi razziavano continuamente l'Inghilterra settentrionale, incendiando tutto quello che potevano. Edoardo II d'Inghilterra inseguì un gruppo di razziatori nel 1327, seguendo le luci dei villaggi incendiati.
Queste tattiche furono replicate dagli inglesi durante la Guerra dei cent'anni; il fuoco divenne la loro arma principale, quella con cui devastarono la campagna francese durante le scorrerie chiamate chevauchée, in una forma di guerra economica. Si registrò la distruzione di oltre 2000 villaggi e castelli nel corso di un solo raid nel 1339.
Causando la distruzione di terre, cibo e proprietà, il fuoco poteva essere usato per impegnare le persone. Gli eserciti mongoli del XIII secolo inviavano piccoli distaccamenti dei loro uomini ad incendiare i prati e gli insediamenti come diversivo.
La devastazione fatta con il fuoco non era semplicemente una tattica offensiva; alcune nazioni ed eserciti utilizzarono la 'terra bruciata' sui propri terreni per togliere ai popoli invasori cibo e foraggio. Roberto I di Scozia reagì all'invasione inglese del 1322 inviando chevauchée punitivi in Inghilterra nord-occidentale, per poi ritirarsi a Culross, bruciando tutto durante la ritirata. Gli inglesi, rimasti senza cibo, dovettero abbandonare la loro campagna di conquista.
Questi atti di aggressione non erano limitati ai territori nemici durante le guerre, ma potevano far parte di strategie di conquista, soggiogamento e punizione delle ribellioni. Alessandro Magno soppresse una rivolta a Tebe nel 335 a.C., dopodiché ne ordinò la messa a fuoco. Alessandro ordinò (o permise) una simile punizione a Persepoli nel 330 a.C. Fu una pratica comune per tutto il periodo. In seguito alla sua conquista dell'Inghilterra nell'XI secolo, Guglielmo I d'Inghilterra prese il controllo della Regno di Northumbria tramite campagne distruttive in tutta la regione: "Ordinò di bruciare raccolti e mandrie, arnesi e cibo. Oltre 100 000 persone morirono di fame", disse Orderico Vitale, un cronista contemporaneo. Fu una scena che si ripeté nel secolo successivo, durante l'anarchia del regno di Stefano d'Inghilterra. Scoppiò una guerra civile tra i sostenitori di Stefano e quelli di Matilde d'Inghilterra, rivale al trono. Il Gesta Stephani parla delle azioni di uno dei sostenitori di Stefano, Roberto di Gloucester, descrivendo come "razziò in tutte le direzioni con fuoco e spada, violenza e saccheggio", riducendo il territorio a "terra nuda e deserto".

## Tecniche di utilizzo

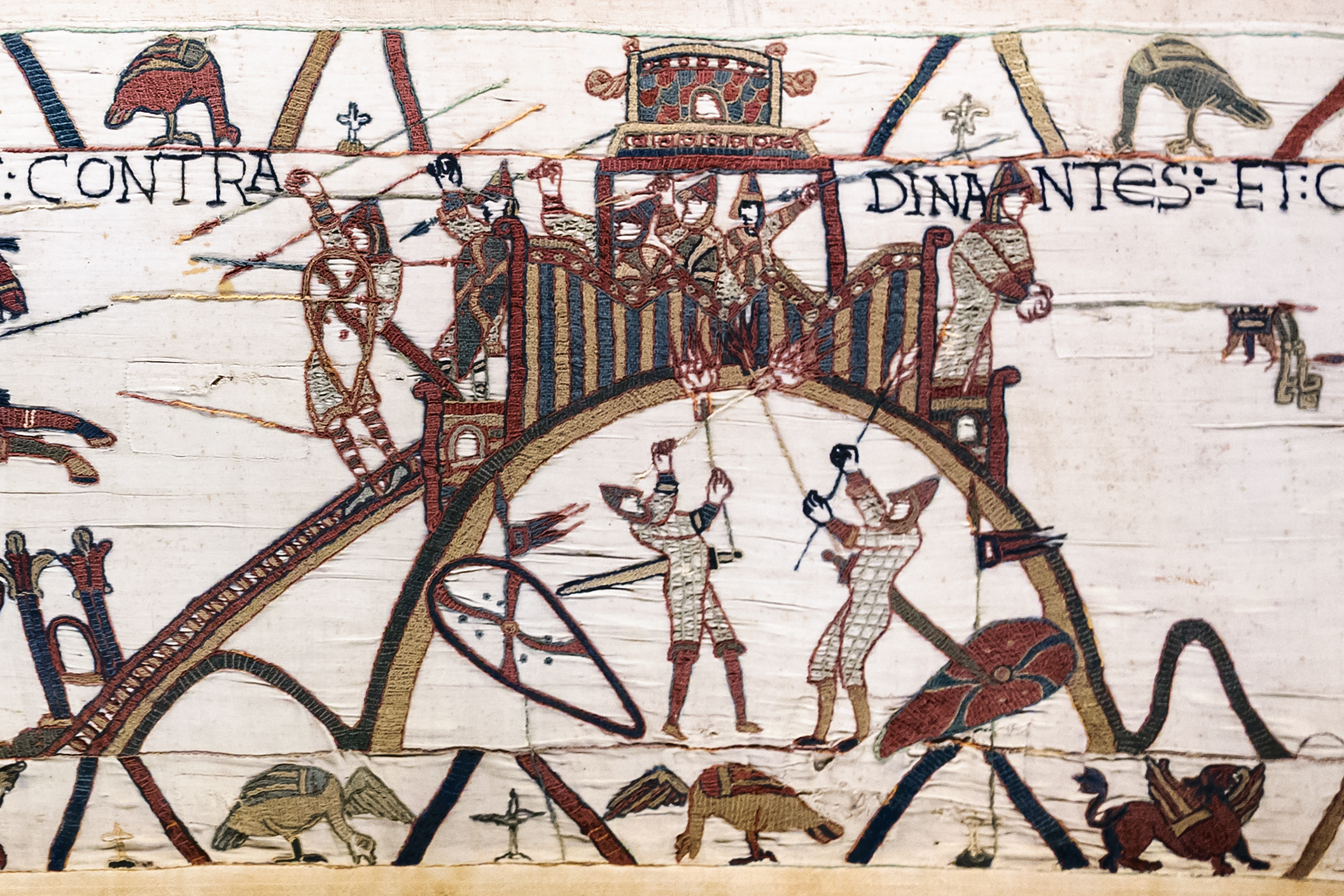
I Normanni usano torce per appiccare il fuoco al dongione in legno di una motte a Dinan, 1064, Arazzo di Bayeux

Al livello più semplice, il fuoco stesso veniva usato come arma per causare distruzione su larga scala, o per colpire specifiche macchine o posizioni del nemico. Veniva spesso usato contro le armi da assedio o le strutture in legno. Le armi incendiarie potevano essere usate per appiccare il fuoco a torri e fortificazioni, ed un gran numero di armi termiche erano usate contro le persone. A partire dall'837, molti eserciti musulmani avevano gruppi di "naffatin" (arcieri di fuoco), e quando il sultanato dei Mamelucchi lanciò un attacco a Cipro aveva a disposizione dei "nafata".

### Semplici appiccamenti del fuoco
L'incendio delle posizioni e dell'equipaggiamento nemico non era necessariamente una procedura complicata, e molte fiamme erano appiccate da singole persone usando materiali comuni. Quando l'esercito di Guglielmo I d'Inghilterra assediò Mayenne nel 1063, spararono fuoco nel castello per spargere il panico nella guarnigione, mentre due ragazzi entravano di nascosto nel castello per appiccare il fuoco dall'interno. La guarnigione si arrese.
Le forze assediate lanciavano a volte delle sortite nel tentativo di appiccare il fuoco ai campi degli assedianti. Quando Ugo Capeto assediò Laon nel 986–987, le sue truppe si ubriacarono una notte, e gli uomini di Carlo di Lorena uscirono dalla fortezza bruciando l'accampamento, ed obbligando Ugo ad abbandonare l'assedio.
Gli assediati non erano gli unici a poter incendiare le altrui macchine d'assedio; quando Federico Barbarossa abbandonò l'assedio di Alessandria nel 1175, bruciò il proprio campo e l'equipaggiamento.
Come tutte le armi, anche appiccare fuochi aveva dei rischi. Nel 651 Penda di Mercia tentò di conquistare il castello di Bamburgh costruendo una pira alla sua base con fasci di legna, canne e paglia. Il vento cambiò direzione ed il fuoco investì i suoi uomini, che dovettero rinunciare all'attacco. Questo fortuito cambio di vento fu assegnato al merito di Sant'Aidan, che vide il fumo dell'isola Farne e pregò per i loro difensori.

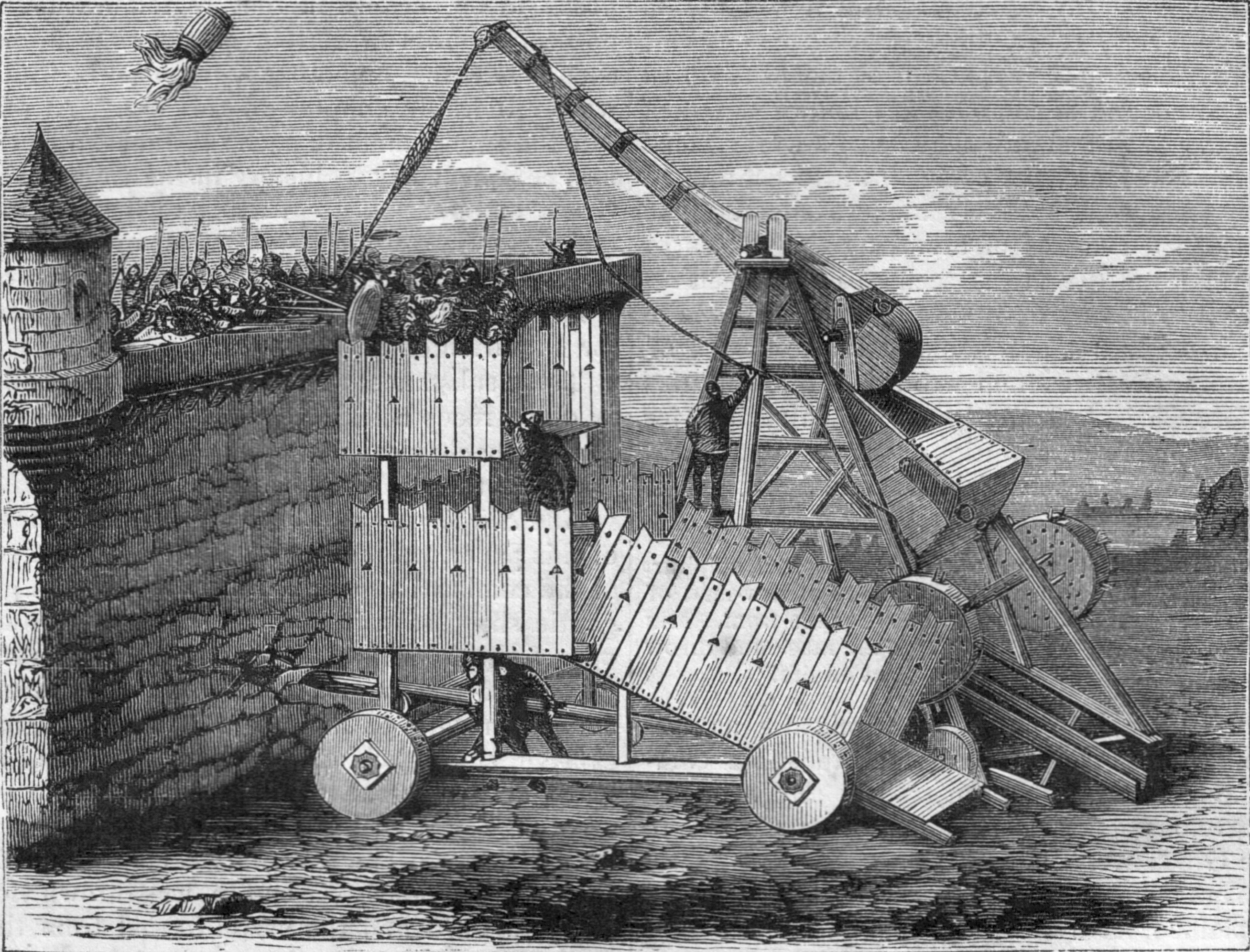
Incisione del 1869 raffigurante un trabucco del XIII secolo nell'atto di lanciare una salva incendiaria

### Macchine da lancio
Numerose macchine da lancio furono utilizzate nei periodi classico e medievale. In generale vi si fa riferimento come "artiglieria", e potevano scagliare, incendiare o sparare salve, e molte potevano essere modificate per lanciare armi termiche. Si potevano lanciare barili, vasi incendiari ed altri contenitori di pece, fuoco greco, o altre misture incendiarie; altre macchine sparavano frecce o proiettili che potevano venire incendiati, o adattati per trasportare miscele incendiarie. A partire dal XII secolo, i musulmani siriani usavano granate in argilla e vetro come armi incendiarie, lanciate dalle macchine.
Molti dei termini usati per queste armi da lancio erano vaghi, e potevano far riferimento a varie macchine. Tra le più comuni c'erano balista, manganella e trabucco. La balista era una variante di una grande balestra e veniva usata come catapulta, che grazie ad una corda tesa poteva sparare un proiettile deposto nella sua cesta. Altre balestre giganti vennero usate per tutto il periodo, e nel XIII secolo apparve una "espringal" basata sulla balista. A partire dal 400 a.C. furono utilizzate macchine a torsione che lanciavano frecce incendiate. Una manganella aveva un braccio in legno a forma di cucchiaio, in cui mettere la pietra o l'oggetto da lanciare, armata da una corda attorcigliata. Il trabucco fu prodotto nel XII e XIII secolo, ed usava un contrappeso per potenziare il braccio di lancio, e rimase la principale arma d'assedio fino allo sviluppo del cannone.

### Scavatura
Chi attaccava un castello o un'altra fortificazione avrebbe potuto cercare di passare sotto le fondamenta scavando dei tunnel. Solitamente queste macchine scavatrici erano protette da una "tartaruga" (chiamata anche gatto, scrofa o gufo): una struttura a ruote coperta che avrebbe protetto i minatori dai proiettili.
Durante la costruzione, i tunnel erano sorretti da travi in legno. Una volta terminato lo scavo, lo spazio interno veniva riempito con combustibili, come fascine, rametti, resina o sostanze incendiarie; una volta accesi avrebbero bruciato le travi provocato il crollo dei tunnel ed il collasso delle strutture sovrastanti. A partire dal XV secolo venne usata anche la polvere da sparo, anche se l'obbiettivo restava la bruciatura della struttura in legno.
A volte i difensori potevano scavare dei contro-tunnel per raggiungere le gallerie nemiche ed attaccare gli invasori; spesso venivano usate armi termiche per far scappare gli assedianti dai tunnel.
Piuttosto che scavare sotto ad una struttura, alcuni assedianti usavano arnesi per praticare fori nelle mura, riuscendo così a distruggerle; questi metodi erano ovviamente più efficaci degli arieti su mura in mattoni (più adatte ad assorbire i colpi). Le macchine per praticare fori erano diverse per dimensione e meccanismo, ma di solito erano in legno, con punte ricoperte in ferro ed azionate da verricelli o corde. Una volta praticati una serie di fori per tutta la lunghezza del muro, questi venivano riempiti con bastoni di legno secco, mischiati a zolfo o pece ed accesi. A volte si utilizzavano i soffietti per velocizzare la fiammata.

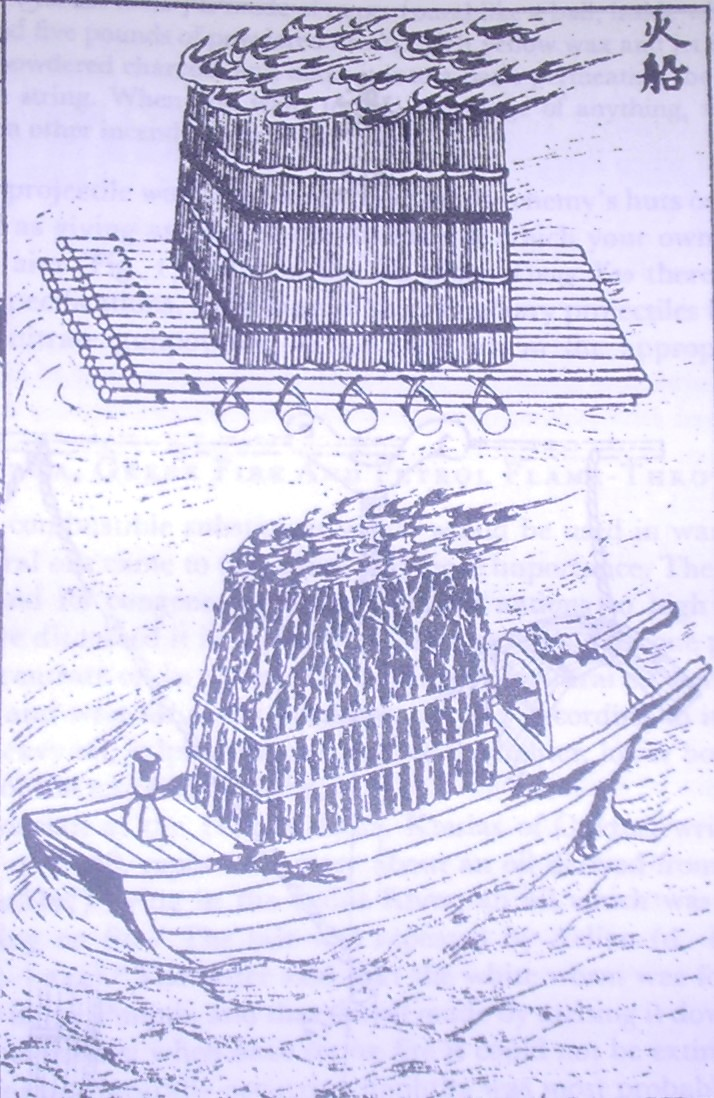
Brulotti cinesi; immagine tratta dal manoscritto militare Wujing Zongyao, 1044, dinastia Song

### Brulotti
I brulotti vennero usati in molte occasioni in quel periodo. Nel 332 a.C. Alessandro Magno assediò Tiro, base costiera dei Fenici. Per riuscire a portare le proprie armi da assedio a distanza utile, Alessandro ordinò la costruzione di un molo, un passaggio sull'acqua. Gli abitanti di Tiro risposero attaccandolo con un grande brulotto che lo distrusse. Una grande nave per il trasporto di cavalli fu riempita di torce di cedro, pece, rami secchi ed altri combustibili; al di sopra furono posti calderoni di zolfo, bitume e "ogni sorta di materiale adatto ad incendiarsi". Il risultato fu lanciato contro il molo, ed acceso dai Fenici prima di buttarsi in mare e fuggire a nuoto.
Un altro esempio ci fu nell'886, durante l'assedio di Parigi, quando i Vichinghi riempirono tre navi da guerra con materiale infiammabile spingendole sul fiume nel fallito tentativo di distruggere i ponti fortificati dei Franchi.
Brulotti composti di paglia e polvere da sparo furono usati dai cinesi durante la battaglia del lago Poyang del 1363.

### Altri metodi
Spesso furono studiati metodi ingegnosi per la gestione delle armi. Si dice che Olga di Kiev (X secolo) avesse legato ad alcuni uccelli oggetti infiammati. Gli uccelli, dopo essere stati rilasciati, sarebbero tornati ai loro nidi nella città nemica incendiandola.
Torri d'assedio e scale potevano essere coperte con un piccolo scivolo sottile, in modo da lanciare olio ed acqua bollenti sui nemici che tentavano una scalata.

#### Armi termiche difensive
Nel corso di un attacco, i difensori di un castello o di una fortificazione potevano lanciare o far cadere sostanze sulla testa degli assalitori sottostanti. Questo poteva essere fatto grazie a merlature, ma anche utilizzando buche costruite per l'occasione, come caditoie, piombatoie o buche assassine. Gli antichi resoconti indiani parlano dell'uso di fuoco e fumo difensivo all'interno di una fortezza per confondere e disorientare gli assalitori; inoltre le griglie di ferro potevano essere scaldate ed utilizzate per bloccare i passaggi. Nel corso degli attacchi notturni i difensori potevano lasciar cadere oggetti accesi lungo le mura in modo da vedere i nemici; fonti cinesi e musulmane parlano anche della luce delle torce appese alle mura.

#### Utilizzi contro i castelli in pietra
I castelli in pietra temevano il fuoco, contenendo al loro interno numerosi materiali infiammabili. Nel 1139 Henry de Tracy obbligò ad arrendersi gli abitanti del castello di Torrington lanciando semplicemente delle torce accese attraverso le feritoie del dongione.
Le pietre si scaldavano raggiungendo temperature elevate, che ne potevano comportare la rottura o il crollo. Fonti bizantine ricordano la distruzione di strutture in pietra dovuta al piazzamento di vasi di carbone vegetale incendiato alla base delle mura miste a aceto od urina, ed il trattato di un ingegnere del VI secolo dell'esercito di Giustiniano I parla di accendere fuochi sotto le mura analizzando le varie tecniche di assedio.
A volte i castelli in pietra offrivano bersagli infiammabili. Nel corso delle Crociate, i difensori musulmani appendevano spesso pacchi di paglia alle mura per tenere lontane pietre e arieti; a loro volta, gli arcieri crociati davano fuoco alla paglia con frecce incendiarie.

#### Difesa contro gli attacchi termici
La difesa contro attacchi termici ed incendi era spesso portata con acqua o altri liquidi quali urina; le pelli bagnate venivano disposte sopra le parti vulnerabili in legno, come le macchine d'assedio, e tini e barili di liquidi erano accumulati da assalitori e difensori. Le pelli erano disposte in maniera sovrapposta, cosicché l'acqua avrebbe bagnato l'intera struttura spegnendo le fiamme.
Alcune armi termiche (quali ossido di calcio o olio) non potevano essere spente o arginate con l'acqua, nel qual caso si utilizzava sabbia o terra. Le strutture in legno erano spesso inzuppate con allume per aumentarne la resistenza al fuoco. I Romani coprivano le loro "tartarughe" con pelli coperte da alghe intrise d'aceto o gluma. Per tutto il periodo, sacchi o reti di alghe bagnate d'aceto vennero appese all'esterno. Le macchine d'assedio in legno dei crociati erano vulnerabili agli attacchi delle armi bizantine e musulmane, tanto che le truppe situate al loro interno erano sempre dotate di acqua ed aceto.
Durante l'Alto Medioevo la maggior parte dei castelli polacchi era fatto ancora in legno, e quindi le pietre grezze venivano spesso accatastate davanti per porre una difesa al fuoco.
Sia assedianti che assediati avevano bisogno di prepararsi in caso di attacchi termici o incendiari. Quando gli Ateniesi assediarono Siracusa nel 416 a.C. persero molte macchine d'assedio per colpa degli incendi. Il re siracusano Dionisio I deve aver preso nota di questo successo, dato che quando assediò Mozia nel 398 a.C. organizzò speciali "brigate" incendiarie che spensero efficacemente gli incendi appiccati dai bombardamenti subiti.

## Tipi di armi

### Frecce, proiettili, lance e razzi incendiari
Le torce accese furono probabilmente la prima forma di strumento incendiario. Furono seguite dalle frecce incendiarie, usate in tutto il periodo antico e medievale. La più semplice freccia incendiaria aveva della stoppa bagnata di resina accesa legata poco sotto alla punta, ed erano particolarmente efficaci con le strutture in legno. Assiri e Giudei usarono frecce incendiarie durante l'assedio di Lachish del 701 a.C. Strumenti più sofisticati furono sviluppati dai Romani, i quali avevano scatole e tubi in ferro riempiti con sostanze incendiarie ed appese a frecce e lance. Queste frecce dovevano essere lanciate da archi con traiettorie alte, dato che il volo troppo veloce ne spegneva il fuoco; le lance potevano essere lanciate a mano o tramite appositi macchinari.
Lo scrittore Gutierre Diaz de Gamez del XV secolo fu testimone di un attacco spagnolo alla città moresca di Orano nel 1404, e poco dopo scrisse di come "durante la maggior parte della notte le galee non smisero di lanciare proiettili e quadrelli incatramati in città, che era vicino al mare. Il rumore ed i pianti che giunsero dalla città furono grandi".
Un proiettile in ferro da balestra lungo 2 metri, probabilmente progettato per trasportare una cartuccia incendiaria, fu ritrovato in un castello del XIII-XIV secolo a Vladimir, nella Russia orientale. Queste grandi armi lancia proiettili erano l'ideale per le armi incendiarie. I Mongoli usarono una macchina per lanciare proiettili imbevuti nella pece infiammata, con una gittata di 2500 passi.
Anna Comnena disse che nel 1091, nella battaglia di Levunium, alcune torce accese furono legate alle lance.
La dinastia Song cinese creò frecce incendiarie - razzi attaccati a frecce e lanciate in massa da alcune piattaforme, ed in seguito creò razzi quali il huo long chu shui, usato nei combattimenti navali. I primi razzi erano fatti di bambù e pelle, e furono usati dai Mongoli di Gengis Khan, ma erano particolarmente imprecisi. I Fatimidi usarono le "frecce cinesi" a partire dall'XI secolo, frecce che probabilmente contenevano nitrato di potassio. I Mamelucchi sperimentarono un razzo potenziato descritto come "un uovo che si muove da solo e brucia".

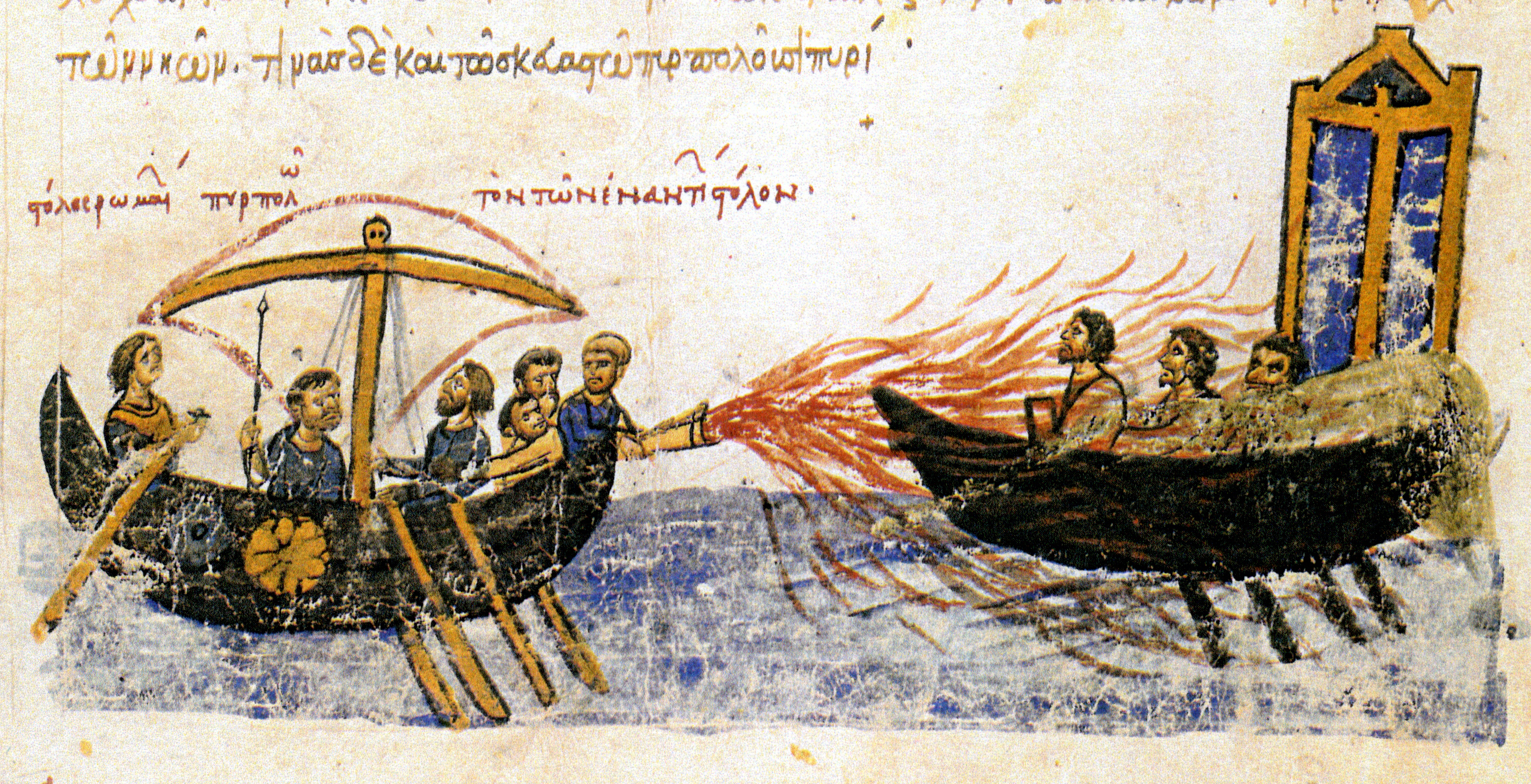
Illustrazione di fuoco greco in un manoscritto della fine dell'XI secolo di Giovanni Scilitze

### Fuoco greco
Il fuoco greco era una delle più efficaci armi termiche, nonostante fosse molto pericolosa anche per chi la usava. Si trattava di un combustibile liquido che poteva essere lanciato con sifoni o catapulte, e che si incendiava al momento dell'impatto. I primi a sviluppare questa tecnica furono i bizantini nel VII secolo, ma in seguito fu utilizzata anche dai Selgiuchidi durante le Crociate, per poi giungere probabilmente in Europa occidentale solo nel XII secolo. I primi esperimenti bizantini nel VI secolo utilizzavano una miscela di zolfo ed olio, terrificante se non distruttiva. Sembra che ne siano esistite molte versioni, e gli ingredienti erano spesso tenuti segreti; oggi gli esperti discutono ancora per trovare un accordo sulla precisa composizione, anche se alcuni ingredienti sono noti. Aveva probabilmente delle varianti regionali; la versione islamica era nota come "naft" ed era a base di petrolio e zolfo.
Il combustibile liquido poteva essere sparato con catapulte, e si sarebbe incendiato all'impatto. Vennero usati anche i sifoni, spesso in rame, a partire dal X-XI secolo. I sifoni potevano sparare un fascio incendiario, e una fonte mesopotamica del X secolo afferma che poteva investire dodici uomini. Mardi bin Ali al-Tarsusi, che scrisse un manuale militare per Saladino nel XII secolo, suggeriva di mettere la "naft" in gusci che potevano essere lanciati da cavallo. A partire dal XII secolo venne creata una versione con tubi azionati dal fiato.
Simili miscele di petrolio e bitume erano note secoli prima della nascita del fuoco greco, ma questo nuovo ingrediente creava un fuoco particolarmente difficile da spegnere. Bruciava sull'acqua, ed era particolarmente utile nelle battaglie navali, nonostante l'uso primario fosse nei confronti delle persone piuttosto che delle navi. Rimase utilizzato in mare anche quando, dopo il XIII secolo, fu quasi abbandonato sulla terraferma.
Gli ingredienti del fuoco greco continuarono ad essere sviluppati per secoli, e nell'Alto Medioevo erano molto più sofisticati rispetto alle prime versioni. Il nitrato di potassio (chiamato anche "sale cinese") fu aggiunto alla miscela nel mondo islamico, e la Cina ne creò una versione asciutta nel XII secolo, che poi si sarebbe trasformato nella polvere da sparo.

### Olio bollente
Oli di vari tipi potevano essere scaldati ad alte temperature e lanciati sul nemico, nonostante – essendo molto costoso – il suo uso fosse limitato sia in frequenza che in quantità. Dato che il punto di fumo dell'olio è più basso del punto di bollitura, l'olio veniva solo scaldato e non bollito.
L'uso di olio bollente è stato registrato in numerose battaglie storiche, e Flavio Giuseppe ne descrive l'utilizzo a Iotapata nel 67, dicendo che "l'olio scorreva facilmente per tutto il corpo dalla testa ai piedi, e dentro l'intera armatura, e bruciava la carne come il fuoco stesso". I Giudei ne versarono in grande quantità sui Romani, che aveva assaltato la città, gettando giù anche i recipienti roventati dal fuoco. Anche questa volta Giuseppe ottenne l'effetto desiderato: gli assedianti ruppero la formazione, rotolandosi giù dalle mura per le terribili ustioni, fra atroci sofferenze. L'olio, infatti, filtrava facilmente all'interno delle armature lungo tutto il corpo, bruciando la carne. Coperti da corazze ed elmi, i Romani contorcendosi per il dolore, si ritiravano disordinatamente, anche perché si scontravano con le schiere più arretrate che li premevano in avanti, offrendo un facile bersaglio ai Giudei che li colpivano alle spalle dall'alto delle mura.
L'olio era spesso usato per creare strumenti incendiari. Gli eserciti romano-bizantini del VI secolo crearono i vasi incendiari, armi incendiarie a base di olio che potevano essere lanciate a mano o tramite una balista. Durante l'assedio di Montreuil-Bellay del 1147, un misto di olio di nocciole, cannabis e lino, scaldato in contenitori di ferro, fu lanciato da manganelle e si incendiava all'impatto. I cinesi crearono le prime bombe a mano con canapa e cotone imbevuti di olio, incendiati e lanciati da una manganella.
Un altro uso dell'olio si vide nella battaglia navale di La Rochelle durante la guerra dei cento anni; i castigliani sparsero olio sui ponti delle navi inglesi, per poi incendiarle con frecce incendiarie.

### Acqua, sabbia ed altri proiettili scaldati
L'olio caldo era decisamente più raro dell'acqua bollente o della sabbia calda, che erano più economiche ed estremamente efficaci; si poteva usare anche la "polvere della strada". Queste armi sarebbero penetrate nell'armatura causando terribili ustioni. La sabbia era sicuramente la migliore. I Fenici, durante l'assedio di Tiro del 332 a.C. buttarono sabbia bollente sui Greci che attaccavano, penetrando nelle armature e bruciando la pelle. Queste armi bollenti vennero usate anche contro lo scavo delle mura; lo scrittore romano Vitruvio, nel I secolo, descrive una contro galleria scavata sopra a quella degli assalitori durante l'assedio di Apollonia. Bucando il pavimento della galleria superiore, gli Apolloniani poterono gettare acqua, sabbia e pece bollenti sulle teste dei nemici. Altre miscele furono più innovative; gli assediati di Chester, nell'918, bollirono un misto di acqua e ale in tubi di rame, versandoli sui Vichinghi sottostanti, causandone lo spellamento.
Quando Federico Barbarossa assediò Crema nel XII secolo, i difensori lanciarono loro oggetti in ferro arroventati.

### Pece, catrame e resina
A volte fu usata anche la pece bollente; i Mongoli erano famosi per incendiare il catrame durante gli assedi, usandolo poi con catapulte e trabucchi. Le ruote potevano essere coperte di pece, incendiate e fatte rotolare lontano; questa tecnica fu usata più volte durante le crociate. I cartaginesi assediati di Mozia, 398 a.C., incendiarono le macchine d'assedio nemiche dei siracusani di Dionisio I lanciando loro tronchi in fiamme e stoppa imbevuta di resina; ad ogni modo i siracusani riuscirono a spegnere gli incendi.
La pece era l'ingrediente base di molti strumenti incendiari di quel periodo. I Beoti crearono una macchina incendiaria che usarono contro le fortificazioni in legno degli Ateniesi nel corso della battaglia di Delio del 424 a.C. Un calderone di carboni ardenti, pece e zolfo fu sospeso ad un capo di un palo di legno scavato, fissando dei mantici all'altra estremità. Una simile miscela fu usata 900 anni dopo dagli Scozzesi, quando lanciarono balle di legna, catrame e zolfo, aiutandosi con una gru, alle strutture inglesi che proteggevano l'ariete nel 1319, durante l'assedio di Berwick-upon-Tweed.

### Prodotti animali
Nell'assedio del 1215 al castello di Rochester, Giovanni d'Inghilterra ordinò di usare il grasso di 40 maiali per incendiare la galleria scavata sotto al dongione, in modo da farlo collassare. In precedenza aveva sempre usato la più costosa miscela di zolfo, sego, gomma, pece e mercurio. L'uso del grasso animale non era così strano come prodotto infiammabile; Nel XIII secolo i gruppi francesi che tentavano le sortite erano spesso equipaggiati con grasso animale, paglia e lino da usare come combustibile per appiccare incendi alle macchine d'assedio nemiche.
Esistevano altri intriganti usi dei prodotti animali; durante l'assedio di Parigi (885-886), i francesi lanciarono secchiate di pece (o olio), cera e pesci sui Vichinghi. Il Bellifortis di Konrad Kyeser del 1405 descrive una miscela velenosa di zolfo, catrame e zoccoli di cavalli. Tra gli altri ingredienti incendiari vi erano tuorli d'uovo ed escrementi di piccioni e pecore. Furono usati anche insetti vivi per pungere i nemici. Lo scrittore del IV secolo Aeneas Tacticus suggerì agli assediati di liberare api e vespe nei condotti scavati dagli assalitori, ed anche vasi di scorpioni potevano essere sparati durante le battaglie navali.
Nel 189 a.C. Ambracia fu assediata dai Romani, i quali scavarono sotto le mura. I difensori riempirono una giara d'argilla di piume di gallina, la incendiarono ed usarono i mantici per incanalare il fumo acre nel tunnel; Incapaci di raggiungere la giara a causa delle lance difensive, i Romani furono obbligati a rinunciare all'impresa.

### Ossido di calcio, zolfo e fumo
L'ingegnere del XV secolo Mariano di Jacopo raccomandava l'uso di ossido di calcio, nonostante il suo uso fosse conosciuto già dai tempi antichi, facendo forse parte anche del fuoco greco. L'ossido di calcio reagisce violentemente se bagnato. Nonostante l'ossido di calcio fosse usato soprattutto in mare, non sembra essersi trattato di un'arma comune a causa del pericolo intrinseco dell'averlo a bordo.
Altre sostanze creavano fumo invece di bruciare. I sacchi di zolfo erano utili per liberare i tunnel scavati dai nemici a causa dei fumi tossici prodotti. Lo scrittore militare greco Aeneas Tacticus raccomandava di bruciare legna e paglia per cacciare gli scavatori nemici dalle gallerie.

## Polvere da sparo e cannoni

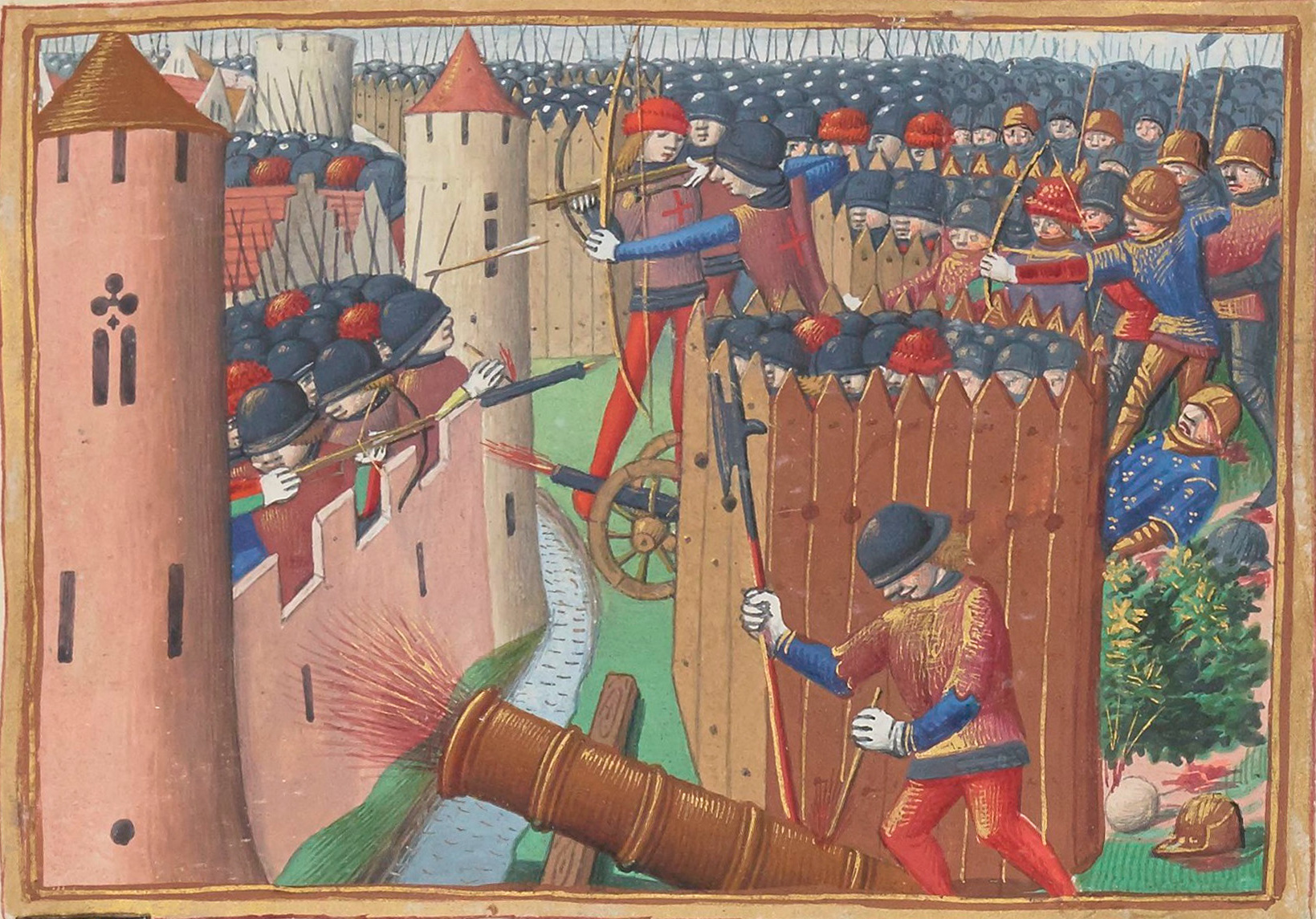
Battaglia di Orléans del 1428

La scoperta della polvere da sparo fu probabilmente il risultato di secoli di esperimenti alchemici. Il nitrato di potassio era conosciuto dai cinesi fin dal I secolo ed esistono prove del suo uso e di quello dello zolfo in numerose ricette medicinali. L'impulso per lo sviluppo della polvere da sparo in Cina fu dato dalle continue invasioni delle tribù stanziate sui confini. In un diverso sviluppo in Europa, Ruggero Bacone inventò la polvere da sparo a metà del XIII secolo, anche se non era particolarmente efficace. Il composto di questa polvere variava a seconda del periodo, e non comprese l'uso di nitrato di potassio, zolfo e carbone prima del XVII secolo.
La prima formula conosciuta della polvere da sparo si trova in un'opera cinese databile probabilmente all'800. I cinesi persero poco tempo nel tentativo di adattarla alla guerra, producendo varie armi, tra cui lanciafiamme, razzi, bombe e mine, prima di inventare le armi da fuoco.
Negli anni 904–906 si sviluppò l'uso di proiettili incendiari chiamati "fuochi volanti" (fei-huo). Needham afferma che la polvere da sparo fu usata la prima volta in guerra in Cina nel 919, come sistema di innesco di un'altra arma incendiaria, il fuoco greco. Inizialmente venne usata con le normali macchine da lancio, tipo le granate sparate dalle manganelle e dai trabucchi.
Come le armi da fuoco, i cannoni discendono dalla lancia da fuoco, un tubo riempito di polvere da sparo usato come lanciafiamme; A volte nei barili venivano messi frammenti di proiettili da far partire assieme alle fiamme. La proporzione di nitrato di potassio nel propellente fu aumentata nel corso del tempo per garantire una maggiore forza esplosiva. Per meglio sopportare la potenza esplosiva, le strutture inizialmente fatte in carta e bambù furono soppiantate da quelle in metallo. E per sfruttare appieno questa potenza, i pezzi di proiettili furono sostituiti da oggetti che per forma e dimensione occupavano quasi per intero il barile. Con questo abbiamo tre delle principali caratteristiche di un'arma da fuoco: una canna in metallo, polvere da sparo ad alta concentrazione di nitrato e proiettili che ostruiscono per intero la canna.
Le armi da fuoco rimasero in uso in Cina nei secoli seguenti. Nel frattempo polvere da sparo ed armi da fuoco si diffusero molto rapidamente. Sembra che la polvere da sparo fosse ampiamente conosciuta già nel Duecento. Europei, arabi e coreani ebbero le loro armi da fuoco nel Trecento. Turchi, iraniani ed indiani le ebbero nel quattrocento dagli europei. I Giapponesi le ricevettero dai Portoghesi nel Cinquecento.
Nel 1326 apparve la prima immagine di un'arma da fuoco in un trattato intitolato Della maestà, saggezza e prudenza dei re. L'11 febbraio dello stesso anno la signoria di Firenze nominò due ufficiali che avrebbero dovuto ottenere i canones de mettallo e le munizioni per la difesa della città. Uno scritto del 1331 descrive un attacco portato da due cavalieri germanici di Cividale del Friuli, i quali usarono un qualche tipo di arma a polvere da sparo. I cannoni furono usati la prima volta dai musulmani di Alicante nel 1331, o di Algeciras nel 1343. I razziatori francesi che saccheggiarono e bruciarono Southampton nel 1338 avevano con loro un ribaudequin e 48 proiettili (ma solo 1,5 chili di polvere da sparo).
La battaglia di Crécy del 1346 fu una delle prime in Europa in cui furono usati i cannoni.
I primi cannoni non erano però molto efficaci, ed i principali benefici erano psicologici, spaventando uomini e cavalli. Bombarde a canna corta e di grosso calibro furono usate fino alla fine del XV secolo in Europa, aumentando la loro dimensione nel corso del tempo. A metà del XV secolo apparvero anche i mortai. Esistevano anche varie piccole armi, comprese serpentine, ribaudequin e cropaudin. La polvere era di bassa qualità, ed usata poco per volta per evitare l'esplosione delle canne, il che raramente garantiva gittate superiori ai 200–250 metri.
Le canne dei cannoni erano forgiate in fonderie, ed ogni pezzo aveva solitamente diversi calibro e lunghezza. Le prime polveri sembravano impasti, e bruciavano lentamente. La sua composizione variava a seconda delle aree geografiche, e la polvere usata dagli Europei era totalmente diversa da quella islamica. In genere i proiettili erano palle di pietra per bombarde e mortai. Palle di ferro forgiate venivano usate nei piccoli cannoni, e mischiate con piombo per renderle più malleabili. Dal XV secolo si usarono le palle in ferro, che provocavano maggiori danni. Essendo più dense di quelle in pietra, anche quelle piccole si dimostravano più utili. Per questo motivo i cannoni iniziarono a diventare di calibro minore, mentre le canne più lunghe ne aumentavano la gittata.

## Tardo sviluppo
L'uso di strumenti incendiari diminuì a partire dal XIV secolo, forse a causa dell'importanza delle guerre economiche, dove le strutture conquistate dovevano essere intatte, e non distrutte. Inoltre erano ben poche le armi in legno ancora in uso dopo il XIII secolo, forse proprio perché le vecchie armi termiche ne avevano dimostrata la vulnerabilità.
Nonostante venissero usate sempre più di rado, verso la fine del Medioevo le armi incendiarie divennero più sofisticate.

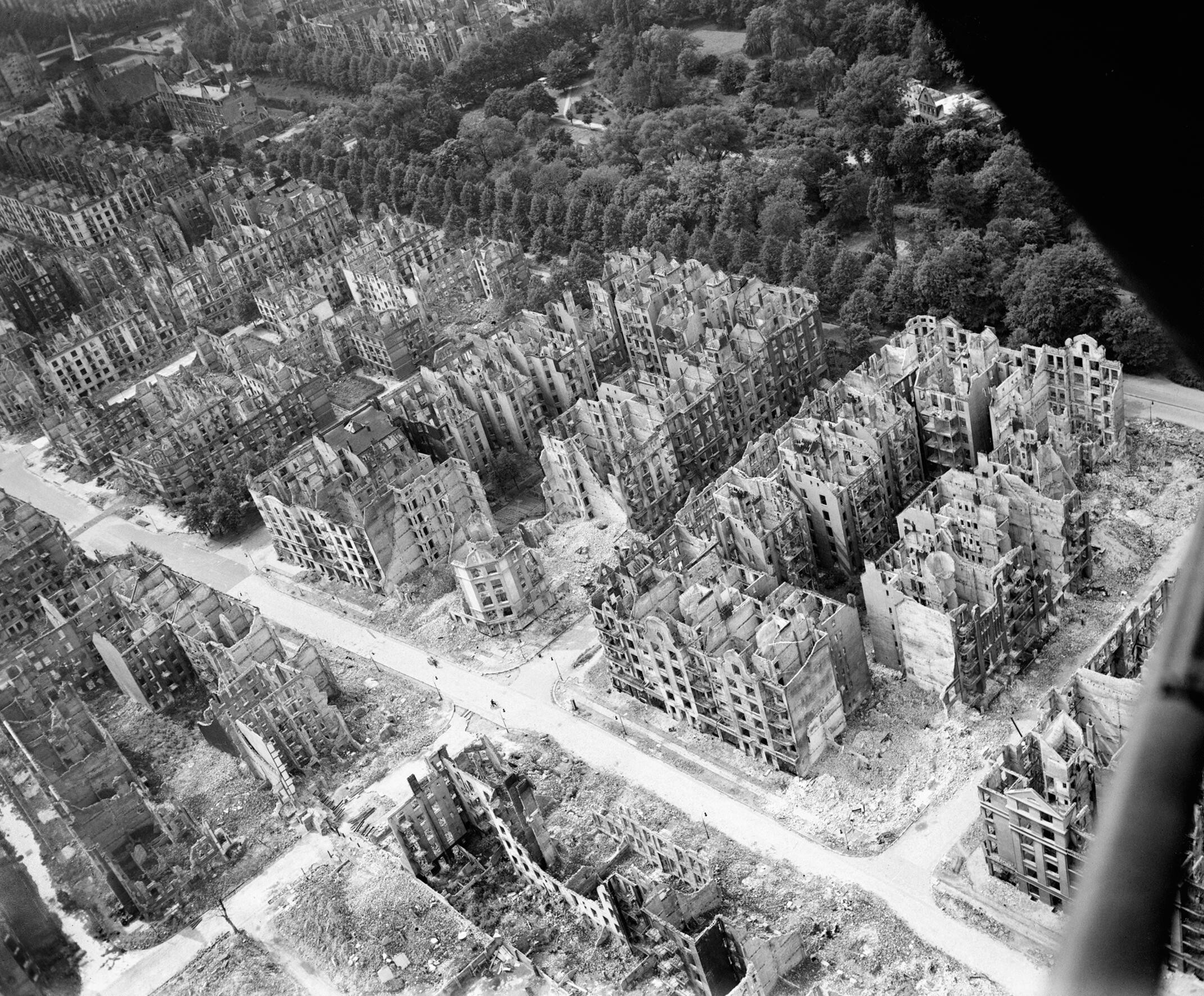
Edifici incendiati ad Amburgo dopo gli attacchi incendiari alleati del 1943

### Il principio di fuoco e spada
Il fuoco rimase parte della strategia di guerra. Ricordandosi la Guerra d'indipendenza spagnola (1807–1814), un soldato britannico disse che i soldati francesi "incendiavano ogni posto da cui passavano. Nel seguirli trovavamo ogni villaggio in cenere". Nella prima guerra mondiale Lovanio, in Belgio, fu "saccheggiata e bruciata in puro stile medievale", quando giunsero i tedeschi distruggendo la biblioteca ed altri edifici culturali. Nella seconda guerra mondiale bombardamenti con bombe incendiarie furono portati dai tedeschi contro gli inglesi durante il Blitz, e dagli Alleati contro tedeschi e giapponesi. Dopo il bombardamento di Tokyo del marzo 1945, i successivi bombardamenti distrussero un quartiere composto quasi esclusivamente da edifici in legno. Il fuoco ha continuato ad essere usato come strumento distruttivo bellico. Durante la Guerra del Golfo del 1991–1992, l'Iraq appiccò il fuoco a tre quarti dei pozzi di petrolio del Kuwait.
Durante la fase navale delle Guerre napoleoniche, "la cosa migliore con cui distruggere una nave era il fuoco". A volte gli incendi erano solo un effetto collaterale della tecnologia bellica. Le prime armi da fuoco si dimostrarono incendiarie, e potevano appiccare fuochi. Nella Guerra di secessione spagnola i campi di battaglia di Talavera e Salamanca furono devastati da enormi incendi, causati dalle armi da fuoco. Nella battaglia di Trafalgar, 1805, la nave francese Achille si incendiò quando le fiammate dei propri moschettieri incendiarono il catrame e il grasso sul ponte; alla fine la nave esplose.
Gli schermi di fumo sono stati usati da assalitori ed assaliti per creare confusione e nascondere i propri movimenti. Nelle battaglie navali del XVIII-XIX secolo si sparava anche solo per creare uno schermo difensivo tra le navi che si avvicinavano, per impedire al nemico di puntare con precisione i propri cannoni.

### Sviluppo e uso continuo delle armi
Il maggior sviluppo delle armi in epoca moderna si ebbe con le armi da fuoco, che divennero sempre più efficienti. La polvere da sparo raggiunse il proprio standard nel XVII secolo, e la tecnologia balistica migliorò. I proiettili rotondi in ferro sostituirono le vecchie palle in pietra, e ne furono inventati di diversi tipi.
La carcassa era un proiettile formato da una scorza in ferro di anelli che tenevano unite due semisfere di ghisa con numerosi buchi. Il nome "carcassa" gli fu dato a causa della somiglianza con le costole umane. Veniva riempita con una miscela altamente infiammabile. Le carcasse furono usate la prima volta dai francesi di Luigi XIV nel 1672.
Per l'uso a corto raggio e contro le persone vennero usati nel XIX piccoli oggetti in ferro o piombo all'interno di un piccolo sacco o contenitore, che sarebbero stati lanciati al momento dell'esplosione. Nel 1784 Henry Shrapnel inventò una proiettile sferico che in seguito prese il suo nome. L'involucro era una piccola sfera in ferro riempita con proiettili da moschetto ed innescata da una carica di polvere da sparo. I colpi sparati dai cannoni potevano essere tanto caldi da bruciare gli oggetti colpiti.

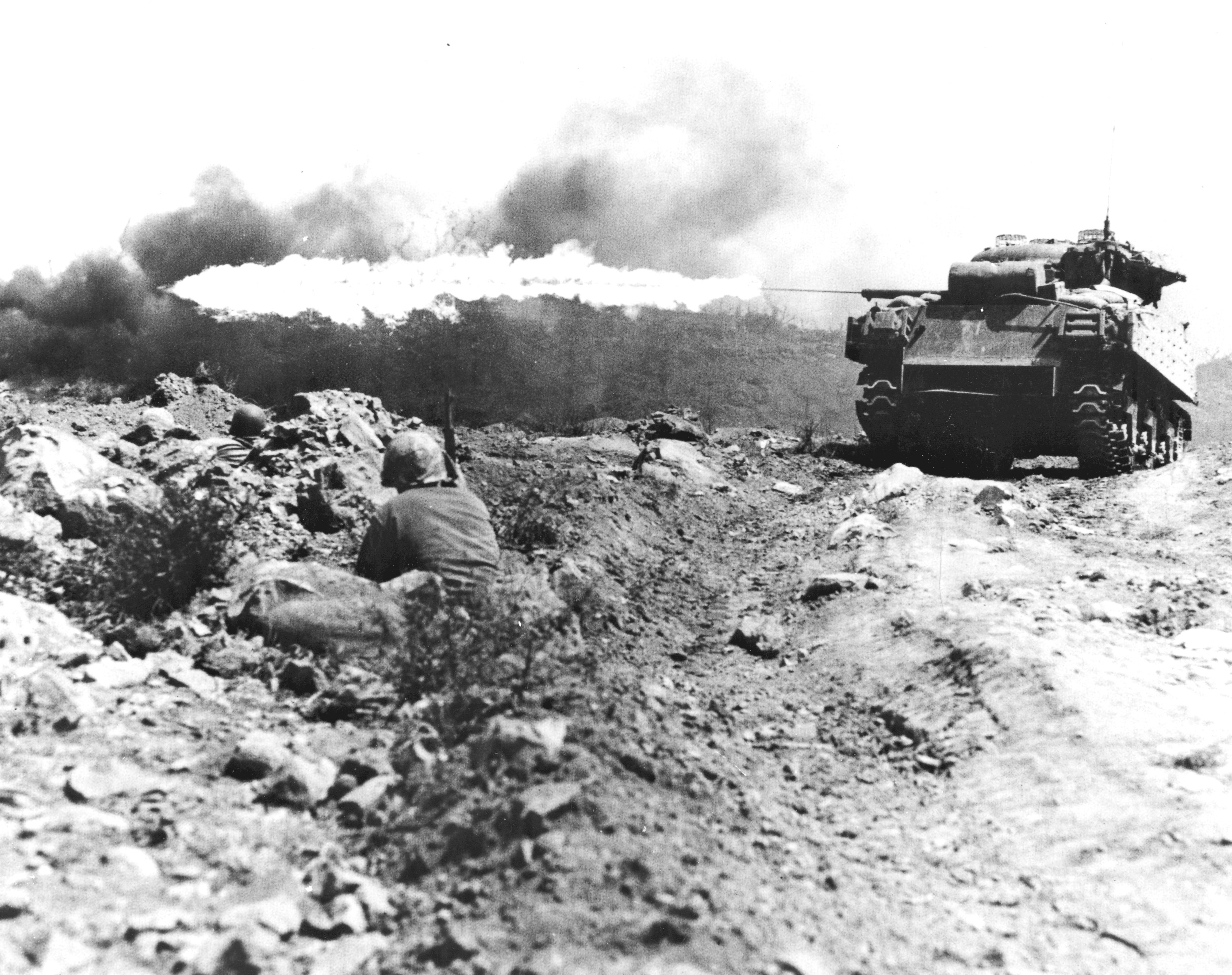
Un flame tank ad Iwo Jima, durante la seconda guerra mondiale

Anche i liquidi incendiari di epoca antica o medievale si svilupparono, trasformandosi nel loro equivalente moderno. Nella prima guerra mondiale fu creato il lanciafiamme, versione moderna del sifone bizantino che utilizzava gas a pressione per spruzzare una miscela di olio e petrolio acceso da un nastro incendiato. Le carcasse trovarono un nuovo uso con il proiettore di Livens, un mortaio primitivo che poteva lanciare un grosso proiettile di liquido infiammabile (venne invece subito usato per le armi chimiche).
La tecnologia migliorò per tutto il XX secolo, di cui la seconda metà vide la nascita del napalm, un liquido incendiario contenente nafta, ingrediente principe della "naft" araba.
Le fiamme continuarono ad essere usate per l'illuminazione difensiva fino alla nascita delle luci artificiali. Nell'assedio di Badajoz del 1812, i francesi aggrediti gettarono carcasse di stoppa per poter vedere gli inglesi in arrivo. Come negli assedi dei vecchi tempi, i britannici furono colpiti da armi incendiarie, solo che questa volta si trattava di quelle esplosive: bombe a mano, mine e polvere da sparo.
Anche molte altre armi medievali subirono uno sviluppo che le ha portate fino ai nostri tempi. I razzi, originariamente creati da Mongoli, Indiani e Cinesi, furono poi sviluppati nel XIX secolo. Le bombe caricate a bordo delle navi della Royal Navy nel XVIII e XIX secolo erano fatte con gusci in ferro pieni di polvere da sparo. Nella prima guerra mondiale le bombe a mano erano ancora lanciate saltuariamente dalle balista.
Alcune armi hanno subito leggere modifiche. I coreani usarono frecce incendiarie contro i giapponesi nella battaglia dell'isola di Hansan del 1592. Nella battaglia di Trafalgar del 1805 la nave britannica Tonnant sparò borre coperte di zolfo, con le quali incendiò la nave francese Algésiras. Anche l'uso dei brulotti continuò. Nel 1588 gli inglesi mandarono brulotti farciti di polvere da sparo, pece e catrame contro la Invincibile Armata spagnola. Nella battaglia di Navarino (1827), parte della Guerra d'indipendenza greca, alcuni brulotti furono mandati contro i turchi.
I primi tentativi di guerra chimica furono fatti con zolfo, ossido di calcio ed altri materiali usati anche in epoche antiche. Nella prima guerra mondiale si utilizzarono molti gas, compresa l'efficace iprite.